# Madara Līduma
Madara Līduma, née le 10 août 1982 à Gulbene, est une biathlète lettonne. Elle a participé aux Jeux olympiques en 2006 et 2010. Le meilleur résultat de sa carrière est une dixième place aux Jeux olympiques,  à Turin en 2006 sur l’individuel.

## Biographie
Elle fait ses débuts internationaux en 2000 aux Championnats d'Europe junior. En 2001, elle court sa première épreuve de Coupe du monde, puis marque ses premiers points en fin d'année 2004 à Oslo (25e). Plus tard dans l'hiver, elle améliore ce résultat avec une quinzième position sur le sprint des Championnats du monde 2005 à Hochfilzen. 
En 2006, Liduma participe pour la première fois aux Jeux olympiques, à Turin. Elle y réalise sa meilleure série de résultats, à commencer par une dixième place sur le sprint, son seul top dix dans l'élite. Elle obtient son meilleur classement général final de Coupe du monde à l'issue de cette saison 2005-2006 (37e). Son meilleur résultat individuel en championnat du monde est une 11e place, obtenue sur le sprint de l'édition 2008.
Elle monte pour la première et unique fois sur un podium international lors de la saison 2008-2009, en IBU Cup à Altenberg.
Aux Jeux olympiques d'hiver de 2010, elle ne peut faire mieux qu'une 37e place individuelle, sur la poursuite. Elle prolonge sa carrière jusqu'en 2011.

## Palmarès

### Jeux olympiques d'hiver
| Épreuve / Édition | Individuel | Sprint | Poursuite | Départ groupé | Relais |
| Turin 2006        | 10e        | 28e    | 20e       | 20e           | 18e    |
| Vancouver 2010    | 66e        | 56e    | 37e       | -             | 18e    |

- - : pas de participation à l'épreuve.

### Championnats du monde
| Mondiaux / Épreuve            | Individuel | Sprint | Poursuite | Départ en masse | Relais | Relais mixte                     |
| 2003 Khanty-Mansiïsk          | 48e        | 56e    | 48e       | -               | -      | Épreuve inexistante à cette date |
| 2004 Oberhof                  | 60e        | 77e    | -         | -               | -      | Épreuve inexistante à cette date |
| 2005 Hochfilzen / (Khanty-M.) | 65e        | 15e    | 29e       | -               | -      | 21e                              |
| 2007 Antholz-Anterselva       | 15e        | 27e    | 48e       | 27e             | -      | 17e                              |
| 2008 Östersund                | 38e        | 11e    | 17e       | 20e             | 20e    | -                                |
| 2009 Pyeongchang              | 31e        | 72e    | -         | -               | 20e    | -                                |
| 2011 Khanty-Mansiïsk          | DNS        | 72e    | -         | -               | -      | 17e                              |

Légende :

 : épreuve inexistante

- : n'a pas participé à l'épreuve

### Coupe du monde
- Meilleur classement général : 37e en 2006.
- Meilleur résultat individuel : 10e.

#### Classements en Coupe du monde
| Saison    | Classement général final | Individuel | Sprint | Poursuite | Mass start |
| 2000-2001 | nc                       |            | nc     |           |            |
| 2001-2002 | nc                       | nc         | nc     |           |            |
| 2002-2003 | nc                       | nc         | nc     | nc        |            |
| 2003-2004 | nc                       | nc         | nc     | nc        |            |
| 2004-2005 | 62e                      | nc         | 50e    | 68e       |            |
| 2005-2006 | 37e                      | 26e        | 45e    | 33e       | 38e        |
| 2006-2007 | 56e                      | 31e        | 60e    | nc        | 47e        |
| 2007-2008 | 42e                      | nc         | 29e    | 43e       | 41e        |
| 2008-2009 | 64e                      | 43e        | 74e    | 59e       |            |
| 2009-2010 | 51e                      | 56e        | 45e    | 50e       |            |
| 2010-2011 | 50e                      | nc         | 42e    | 46e       |            |